# Макшейн, Гарри (футболист)
Га́рольд Макше́йн (англ. Harold McShane; 8 апреля 1920 — 12 ноября 2012), более известный как Га́рри Макше́йн (англ. Harry McShane) — шотландский футболист, выступавший на позиции крайнего нападающего (в основном, на левом фланге, но мог сыграть и справа). Был «быстрым, работоспособным вингером», предпочитавшим «прямолинейные» проходы, а не «артистизм» работы с мячом.
Его сын, Иан Макшейн, является известным актёром.

## Футбольная карьера
Уроженец Холитаун, Норт-Ланаркшир, Макшейн начал играть в футбол в шотландском клубе «Белсхилл Атлетик». В январе 1937 года перешёл в английский «Блэкберн Роверс», в котором стал профессиональным футболистом в апреле того же года. Во время войны служил в Королевских ВВС в Северной Африке и Италии, а также выступал за «Манчестер Сити», «Блэкпул», «Рединг» и «Порт Вейл» в качестве гостя. Также Макшейн принял участие в турне футбольной сборной Королевских ВВС по юго-восточной Азии (капитаном той сборной был Томми Лоутон).
После войны стал игроком клуба «Хаддерсфилд Таун», сыграв за клуб 15 матчей в Первом дивизионе в сезоне 1946/47, забив один гол в ворота «Дерби Каунти» 11 сентября. Из-за перелома руки пропустил часть сезона. В 1947 году перешёл в «Болтон Уондерерс».
Макшейн провёл на «Бернден Парк» три полных сезона, сыграв за это время 99 матчей и забив 7 мячей. Сезон 1950/51 начал игроком «Болтона», но уже в сентябре 1950 года перешёл в «Манчестер Юнайтед» в обмен на защитника Джона Болла и 5000 фунтов. В «Юнайтед» должен был заменить покинувшего клуб Чарли Миттена. Дебютировал за «Манчестер Юнайтед» 13 сентября 1950 года в матче против бирмингемского клуба «Астон Вилла». 7 октября 1950 года забил свой первый гол за клуб в игре против «Шеффилд Уэнсдей». Всего сезоне 1950/51 сыграл 31 матч и забил 7 мячей и помог команде Мэтта Басби завершить сезон на втором месте (чемпионский титул в том сезоне завоевал лондонский «Тоттенхэм Хотспур»). Начало сезона 1951/52 провёл на непривычном для себя правом фланге атаки, в сентябре вернувшись на левый фланг, уступив правый новичку команды Джонни Берри. В том сезоне «впечатляюще» сыграл в 12 матчах чемпионата и забил 1 мяч (это был победный гол в манчестерском дерби против «Манчестер Сити» на «Мейн Роуд» 15 сентября), после чего надолго выбыл из строя из-за травмы колена. По итогам того сезона «Манчестер Юнайтед» стал чемпионом Англии. Из-за травмы в сезоне 1952/53 провёл только 5 матчей. В сезоне 1953/54 редко попадал в основной состав, проигрывая конкуренцию юному Дэвиду Пеггу и опытному Джеку Роули, сыграв только 9 матчей в чемпионате, и в феврале 1954 года был продан в «Олдем Атлетик» за 750 фунтов. Всего провёл за «Манчестер Юнайтед» 57 матчей и забил 8 мячей.
По итогам сезона 1953/54 «Олдем» выбыл из Второго дивизиона. В сезоне 1954/55 «латикс» заняли 10-е место в Третьем северном дивизионе, после чего Гарри покинул команде. В общей сложности Макшейн провёл за «Олдем» 42 матча и забил 6 мячей.
Впоследствии играл за клубы нижних дивизионов «Чорли» (как играющий тренер), «Уэллингтон Таун» и «Дройлсден».

## После завершения карьеры
После завершения карьеры игрока Макшейн был тренером в клубах «Стейлибридж Селтик» и «Олтрингем». Впоследствии работал скаутом юных талантов в «Манчестер Юнайтед». Макшейн обнаружил и пригласил в клубную академию таких юных игроков как Уэс Браун, Ники Батт, Гари Уолш и Энди Ритчи, а также «принял участие» в обнаружении талантов Пола Скоулза, Гари и Фила Невиллов.
В конце 1960-х и в 1970-х годах Гарри Макшейн работал диктором на стадионе «Олд Траффорд», а также диск-жокеем. Параллельно работал в отделе кадров тракторной компании Massey Ferguson в Стретфорде, Манчестер, до выхода на пенсию в 1981 году.
В 1985 году стал одним из основателей ассоциации бывших игроков «Манчестер Юнайтед» (United Old Boys Association).
Умер 12 ноября 2012 года в возрасте 92 лет от болезни Альцгеймера.

## Статистика выступлений
| Клуб              | Сезон            | Дивизион                 | Лига | Лига | Кубок Англии | Кубок Англии | Итого | Итого |
| Клуб              | Сезон            | Дивизион                 | Игры | Голы | Игры         | Голы         | Игры  | Голы  |
| ----------------- | ---------------- | ------------------------ | ---- | ---- | ------------ | ------------ | ----- | ----- |
| Блэкберн Роверс   | 1937/38          | Второй дивизион          | 2    | 0    | 0            | 0            | 2     | 0     |
| Хаддерсфилд Таун  | 1946/47          | Первый дивизион          | 15   | 1    | 0            | 0            | 15    | 1     |
| Болтон Уондерерс  | 1947/48          | Первый дивизион          | 12   | 0    | 0            | 0            | 12    | 0     |
| Болтон Уондерерс  | 1948/49          | Первый дивизион          | 36   | 2    | 3            | 0            | 39    | 2     |
| Болтон Уондерерс  | 1949/50          | Первый дивизион          | 40   | 4    | 3            | 1            | 43    | 5     |
| Болтон Уондерерс  | 1950/51          | Первый дивизион          | 5    | 0    | 0            | 0            | 5     | 0     |
| Болтон Уондерерс  | Итого            | Итого                    | 93   | 6    | 6            | 1            | 99    | 7     |
| Манчестер Юнайтед | 1950/51          | Первый дивизион          | 30   | 7    | 1            | 0            | 31    | 7     |
| Манчестер Юнайтед | 1951/52          | Первый дивизион          | 12   | 1    | 0            | 0            | 12    | 1     |
| Манчестер Юнайтед | 1952/53          | Первый дивизион          | 5    | 0    | 0            | 0            | 5     | 0     |
| Манчестер Юнайтед | 1953/54          | Первый дивизион          | 9    | 0    | 0            | 0            | 9     | 0     |
| Манчестер Юнайтед | Итого            | Итого                    | 56   | 8    | 1            | 0            | 57    | 8     |
| Олдем Атлетик     | 1953/54          | Второй дивизион          | 13   | 0    | 0            | 0            | 13    | 0     |
| Олдем Атлетик     | 1954/55          | Третий северный дивизион | 28   | 5    | 1            | 1            | 29    | 6     |
| Олдем Атлетик     | Итого            | Итого                    | 41   | 5    | 1            | 1            | 42    | 6     |
| Всего за карьеру  | Всего за карьеру | Всего за карьеру         | 207  | 20   | 8            | 2            | 215   | 22    |

## Достижения
Манчестер Юнайтед
- Чемпион Первого дивизиона: 1951/52
- Второе место в Первом дивизионе: 1950/51